# Inostemma spinulosum
Inostemma spinulosum är en stekelart som beskrevs av Jean-Jacques Kieffer 1916. Inostemma spinulosum ingår i släktet Inostemma och familjen gallmyggesteklar. Inga underarter finns listade i Catalogue of Life.